# Petřkovice (Starý Jičín)
Petřkovice jsou vesnice a část obce Starý Jičín v okrese Nový Jičín. Petřkovice leží při silnici do Valašského Meziříčí, k jehož okresu náležela v letech 1938–1945. V katastrálním území Petřkovice u Starého Jičína o rozloze 2,85 km². V roce 2020 zde bylo evidováno 85 adres. Na konci roku 2020 zde trvale žilo 217 obyvatel. Petřkovice jsou vzdáleny od Nového Jičína 8,7 kilometru a od Starého Jičína 4,4 kilometru.

## Historie
Kdy a jak vesnice vznikla, není známé, ale podle polohy můžeme usuzovat, že jde spíše o mladší obec. Původní osada vznikla kolem potoka, který tekl z Petřkovské Hůry. Lidé se v dřívějších dobách usazovali v nížinách a kolem řek. Tím jak obyvatelstvo přibývalo, tak se stěhovalo i do horských krajin. Tohle se týkalo i obyvatel Petřkovic. Bývalí obyvatelé této obce byli spíše zemědělci a pastevci. Jde usuzovat i ze záznamu z roku 1930. Kdy v obci bylo napočítáno: 24 koní, 189 kusů hovězího a 125 vepřů, 9 ovcí, 10 koz a 21 včelstev. Sadařství a ovocnářství mělo v téhle oblasti taky velký význam. Vyráběl se mošt a pálila slivovice.
První písemná zmínka o vesnici pochází z roku 1497, kdy majitel panství Petr hrabě od sv. Jiří a Pezinku prodává starojičínské panství Janu z Kunovic, kde jsou uvedeny i Petřkovice, které pod ně spadaly. Praví se, že osada dostala jméno podle nějakého Petříka, který prý zde v dávných dobách měl spoustu pozemků. Tahle informace není pravdivě doložena.

## Přírodní poměry
Petřkovice leží na posledním výběžku Beskyd na severozápadním svahu. Nad vesnicí zhruba jeden kilometr se tyčí „Petřkovská hůra“, její nadmořská výška je 608 m n. m.

## Obyvatelstvo
| Rok            | 1869 | 1880 | 1890 | 1900 | 1910 | 1921 | 1930 | 1950 | 1961 | 1970 | 1980 | 1991 | 2001 | 2011 | 2021 |
| -------------- | ---- | ---- | ---- | ---- | ---- | ---- | ---- | ---- | ---- | ---- | ---- | ---- | ---- | ---- | ---- |
| Počet obyvatel | 217  | 252  | 252  | 245  | 253  | 264  | 292  | 238  | 239  | 235  | 222  | 202  | 198  | 212  | 230  |
| Počet domů     | 38   | 40   | 41   | 40   | 43   | 44   | 46   | 54   | 51   | 50   | 53   | 60   | 61   | 69   | 78   |

## Obecní správa
Při sčítání lidu v letech 1869–1978 Petřkovice byly samostatnou obcí v okrese Nový Jičín. Od 1. ledna 1979 jsou částí obce Starý Jičín v okrese Nový Jičín.

## Pamětihodnosti
V Petřkovicích se nachází uměle vytvořená jeskyňka se sochou P. Marie Lurdské, která byla postavena v roce 1888 a 15. srpna byla posvěcena Janem Pečkem. Později byla vybudována křížová cesta. Nachází se nad vesnicí v Hůře, v lese mezi skalami. Každý rok se k ní konají poutě. Autorem sochy P. Marie Lurdské je poutník Johann Alois Stieber.

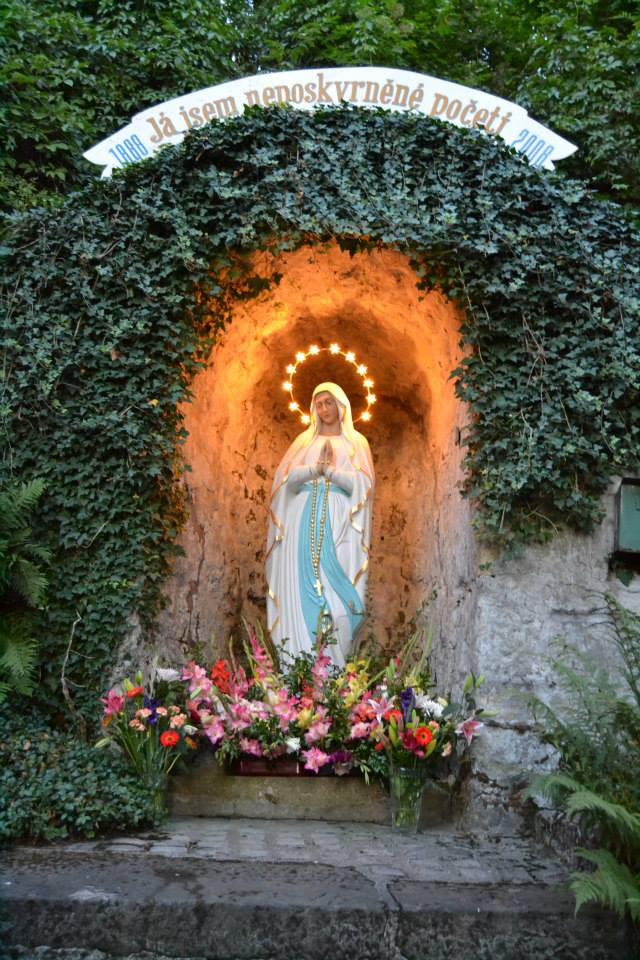
Petřkovické Lurdy

Blízko jeskyně byly také lomy na pískovec. Mezi další památku patří pomník obětem první světové války, který byl postaven v roce 1924. Největší rozruch způsobilo nařízení o rozšíření válečné povinnosti. Ve vesnici tehdy bylo 84 mužů v ročníku 1865–1900 z toho 73 mužů bylo odvedeno. Ze 73 vojáků padlo 13 a 13 bylo zajato.
V Petřkovicích se nachází kaple, která je zasvěcena Pozdvižení sv. kříže. Kaple byla postaven v roce 1912. V roce 1930 byl zakoupen nový zvon. Dřívější zvon byl umístěn v obci ve staré škole.

## Vybavení
Ve vsi se nachází jeden soukromý obchod s potravinami, obecní pohostinství se sálem a venkovním areálem s dětským hřištěm pro nejmenší. Dále se zde nachází fotbalové hřiště. Každoročně se zde pořádá pouťová a hodová zábava. Dále se zde nachází knihovna s bezplatným přístupem na internet pro čtenáře i návštěvníky knihovny.
Nedílnou součástí je činnost tamních hasičů (spolku) SDH Petřkovice. SDH bylo založeno roku 1905 na popud správce školy Fr. Urbana, obecního tajemníka a starosty Josefa Hegara. V roce 1910 byla zakoupena stříkačka a další hasičské vybavení. Dne 9. července 1927 v odpoledních hodinách vypukl z neznámých příčin v kůlně dělníka požár. Požár se rozšířil na obytné stavení. Zničil kůlnu a stavení do základů. I přes silný vítr se podařilo hasičským sborům z Petřkovic, Janovic, Jičiny, Starého Jičína, Palačova a Perné požár uhasit. Od roku 1788 až do roku 1975 zde působila jednotřídní obecní škola. Poté zde zůstala mateřská škola, která zde funguje dodnes i pro děti z okolních obcí.